# Carbone animale

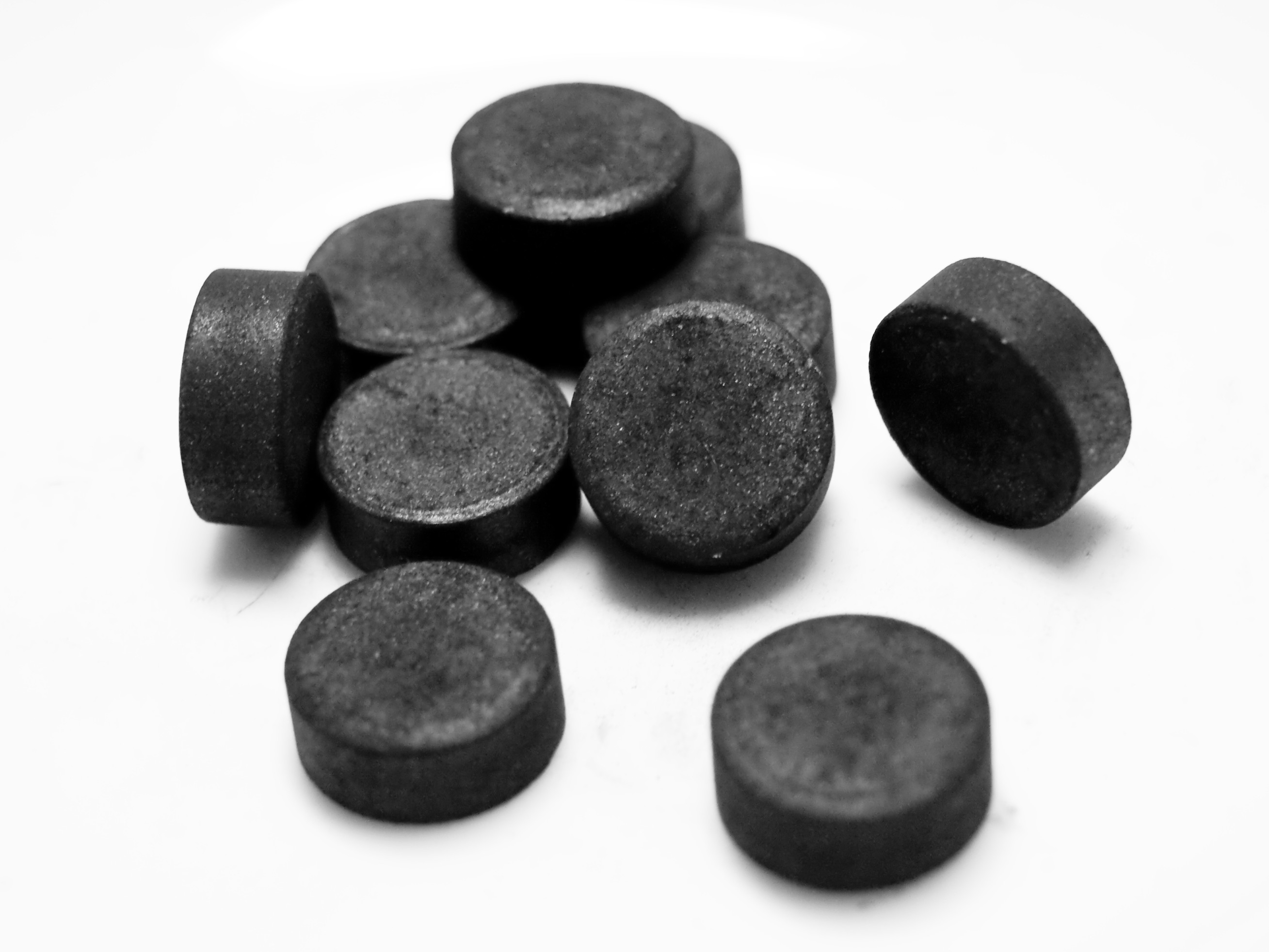
Pillole di nero animale

Il carbone animale, noto anche come nero animale o nero di ossa, è un tipo di carbone granulare prodotto bruciando in difetto di ossigeno ossa di animali.
Noto fin dalla Preistoria, venne usato dagli Egizi e nel Medioevo. Si ottiene bollendo e successivamente calcinando in assenza di aria le ossa di mammiferi, in particolare quelle dure e compatte dei bovini, opportunamente rimpicciolite e frantumate. È una polvere leggera e fine composta per il 10% da carbonio, per l'84% da Ca3(PO4)2 e per il 6% da CaCO3.
In tempi moderni, per evitare eventuali rischi di diffusione del morbo della mucca pazza, nella produzione di nero animale non vengono utilizzate né le ossa del cranio né quelle della colonna vertebrale.

## Storia
Il procedimento, conosciuto sin dall'antichità, venne studiato approfonditamente in Francia tra la fine del XVIII e l'inizio del XIX secolo, finché nel 1811 il chimico Fignier di Montpellier ne accertò le proprietà assorbenti e decoloranti. Si cominciò quindi ad utilizzarlo nei processi su scala industriale per la decolorazione dello sciroppo di zucchero.
Viene utilizzato ancora oggi come pigmento nero, specialmente per la preparazione di colori a olio, vernici e lucido da scarpe, così come purificatore di sciroppi zuccherini e oli vegetali.

## Descrizione
Il carbone animale ha un colore tipicamente nero opaco, è inodore e ha consistenza porosa. È insolubile in acqua ed è discretamente coprente. Ha un forte potere decolorante, potendo assorbire sostanze sia organiche che inorganiche.
La proprietà assorbente va attenuandosi col tempo e con l'uso, ma può essere parzialmente rigenerata tramite il processo di vivificazione: unendo il nero animale usato con altri acidi e lasciandolo fermentare in appositi tini, sottoponendolo poi a vari lavaggi, bolliture ed essiccazioni con altri prodotti, è possibile farlo tornare ad essere assorbente. Questo processo può essere ripetuto fino a venti volte, dopodiché il carbone raggiunge la saturazione e diviene inutilizzabile.

## Procedimento moderno di produzione
Per produrre il carbone animale sono usate quasi esclusivamente le ossa dei bovini, poiché quelle di altri animali non sono sufficientemente compatte e dure.
Le ossa, precedentemente scarnificate in autoclave oppure con appositi solventi, vengono riscaldate ad una temperatura compresa tra i 700 e gli 800 °C in atmosfera povera di ossigeno, al fine di favorire la volatilizzazione dei componenti organici e poter controllare la combustione in relazione alle capacità di adsorbimento del prodotto finale quale defluorante dell'acqua, o per eliminare i metalli pesanti dalle soluzioni acquose. La qualità del carbone animale così prodotto può essere facilmente verificata in base al suo colore: essa viene generalmente controllata verificando la quantità di ossigeno presente al momento della combustione. Questo avviene prevalentemente con l'utilizzo di fosfato di calcio ed una piccola quantità di carbone.
Il carbone animale nero è prodotto generalmente da ossa non completamente combuste che contengono ancora impurità organiche che possono conferire odori e colori indesiderati all'acqua da trattare. Di solito il processo di produzione presenta una resa finale del 40%, con consistenti quantità di ammoniaca tra le scorie di scarto.
Esistono inoltre alcune varietà di carbone animale. Il carbone animale bianco è prodotto con ossa ultra combuste e presenta una bassa capacità di rimuovere composti fluorati dall'acqua. Il carbone animale color grigio chiaro è quello di qualità migliore per le applicazioni in cui è richiesta una buona capacità di adsorbimento. 
Il carbone animale ha normalmente una minor superficie rispetto al carbone attivo, ma presenta un'alta capacità adsorbente per rame, zinco e cadmio.

## Impieghi
- Il carbone animale è utilizzato per rimuovere il fluoro dalle acque fluorizzate e per filtrare le acque da acquario.
- È spesso usato nell'industria di raffinazione dello zucchero di canna per la sua raffinazione e decolorazione.[1] Il procedimento è stato brevettato da Louis Constant nel 1812.[5]
- È usato nella raffinazione del greggio nella produzione di petrolato.
- Il carbone animale è utilizzato anche come pigmento nero. Esso viene usato talvolta per dipinti, stampe, disegni calligrafici ed altro per la sua profondità cromatica. Il "nero avorio" è un pigmento per artisti prodotto bruciando avorio in olio. Oggi esso è considerato sinonimo di carbone animale, e non viene più utilizzato per l'elevato costo della materia prima e perché le fonti di avorio sono animali a rischio di estinzione, la cui caccia è soggetta a controllo internazionale.